# Ярмаркова вулиця (Конотоп)
Вулиця Ярмаркова — одна з найстаріших вулиць міста Конотоп Сумської області.

## Розташування
Розташована в історичній частині міста. Пролягає від вулиці Варшавської до Площі Ринок.

## Назва
Вулиця названа через Конотопські ярмарки, які проводились з XVIII століття поряд з вулицею або на ній.

## Історія
Відома з XVIII століття. Вперше згадується у 1782 році.
Від початку існування носила назву Подвальна вулиця. Розташовувалась безпосередньо вздовж західної стіни Конотопської фортеці.
З XIX століття — Ярмаркова площа. Вперше згадується під такою назвою у 1835 році. Площа отримала назву завдяки Конотопським ярмаркам, які регулярно проводились з XVIII століття на її території.
З 1920-х років — площа Революції. Отримала назву в пам'ять про Жовтневий переворот 1917 року у Російській імперії.
З 30 січня 1992 року — Ярмаркова вулиця.

## Пам'ятки архітектури
За адресою Ярмаркова вулиця, 12 розташована пам'ятка архітектури Будинок, у якому містився райком КПУ (1959 рік)